# ゴンジーノ
株式会社ゴンジーノは、かつて存在したキッズ向けアニメーションの企画・制作をおもな事業内容とする日本の企業。

## 概要
株式会社GDH（現・ゴンゾ）が、子供向けアニメの企画・制作を目的に2005年に設立したアニメ制作会社。作品は他社との共同制作により制作していた。子供向け市場への本格参入を狙うとされたが2007年以降主だった事業活動は見られない。2012年5月、子会社として沖縄県宜野湾市に「株式会社沖縄ゴンゾ」を設立。2018年12月清算。

## 主な作品
- 吉宗 （2006年、銀画屋、AICスピリッツと共同制作）
- マージナルプリンス〜月桂樹の王子達〜 （2006年、東京キッズ、studioT&Bと共同制作）
- Master of Epic The Animation Age（2007年、パルムスタジオと共同制作）